# والت يودر
والت يودر (بالإنجليزية: Walt Yoder)‏ هو عازف جاز أمريكي، ولد في 21 أبريل 1914، وتوفي في 2 ديسمبر 1978.

## وصلات خارجية
- والت يودر على موقع IMDb (الإنجليزية)
- والت يودر على موقع ميوزك برينز (الإنجليزية)
- والت يودر على موقع أول ميوزيك (الإنجليزية)
- والت يودر على موقع ديسكوغز (الإنجليزية)